# Кукобівка
Куко́бівка —  село в Україні, у Решетилівській міській громаді Полтавського району Полтавської області. Населення становить 208 осіб. До 2020 орган місцевого самоврядування — Кукобівська сільська рада.

## Населення

### Мова
Розподіл населення за рідною мовою за даними перепису 2001 року:
| Мова            | Кількість | Відсоток |
| --------------- | --------- | -------- |
| українська      | 184       | 88.46%   |
| російська       | 20        | 9.62%    |
| румунська       | 2         | 0.96%    |
| інші/не вказали | 2         | 0.96%    |
| Усього          | 208       | 100%     |

## Географія
Село Кукобівка знаходиться на правому березі річки Вільхова Говтва, вище за течією на відстані 1 км розташоване село Кузьменки, нижче за течією примикає село Лютівка, на протилежному березі - село Долина. Річка в цьому місці звивиста, утворює лимани, стариці та заболочені озера. Поруч проходить автомобільна дорога М03.

## Історія
12 червня 2020 року, відповідно до розпорядження Кабінету Міністрів України № 721-р «Про визначення адміністративних центрів та затвердження територій територіальних громад Полтавської області», село увійшло до складу Решетилівської міської громади.
19 липня 2020 року, в результаті адміністративно - територіальної реформи та ліквідації Решетилівського району, село увійшло до складу новоутвореного Полтавського району Полтавської області.